# 彌阿里戰役
彌阿里戰役，是朝鮮戰爭開始後，朝鮮人民軍越過38線全面南侵而發起的戰役。